# Palmares (quilombo)

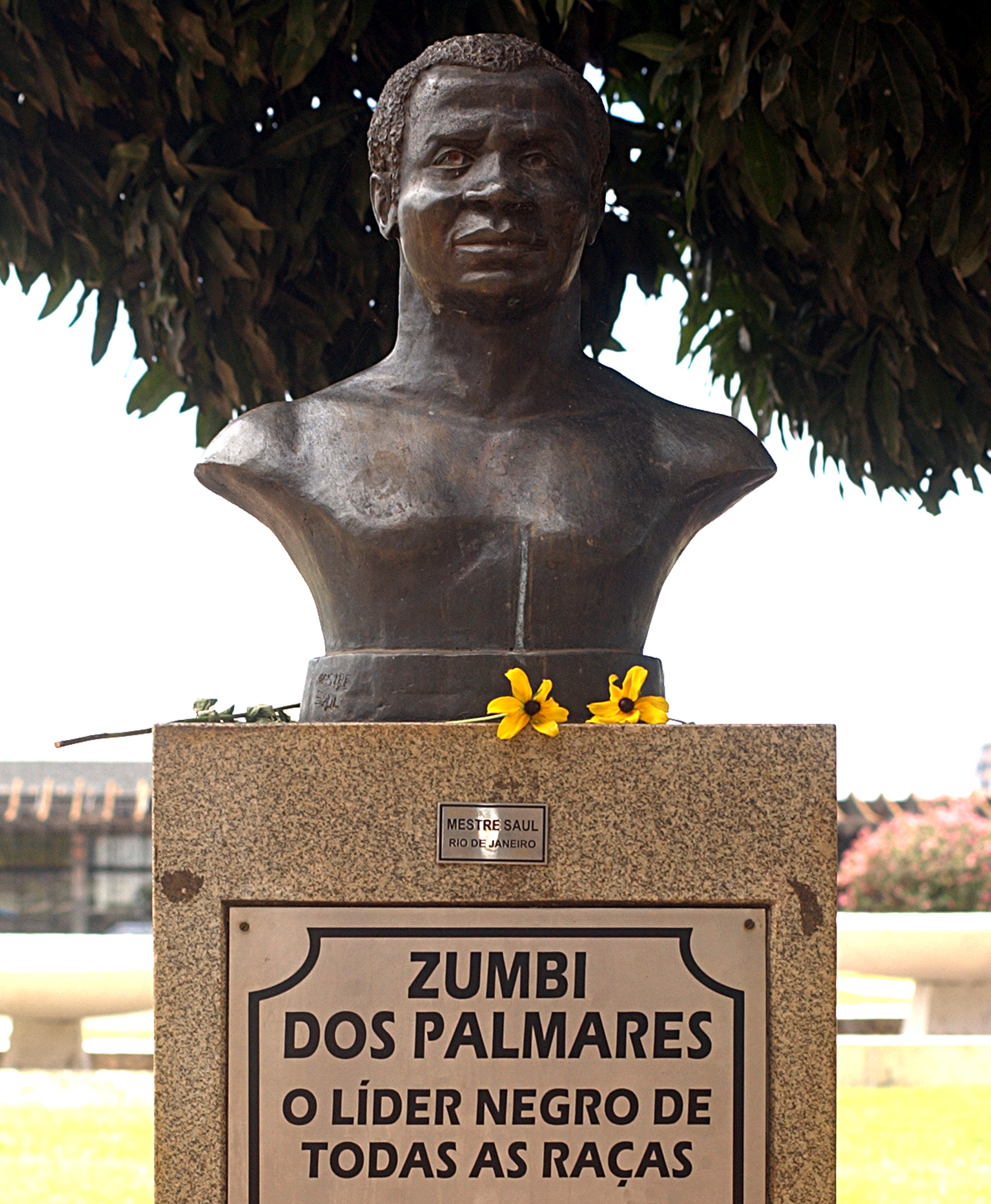
Busto de Zumbi dos Palmares, líder del Quilombo de los Palmares, en Brasilia. Obra de la artista Mestre Saúl.

El Quilombo dos Palmares fue un territorio libre de esclavitud ubicado en Brasil, integrado por varias aldeas, que existió entre 1580 y 1710, organizado por esclavos negros fugitivos y sus descendientes, aunque también existió mestizaje con indígenas y minorías blancas. 
Estuvo situado en territorios del actual municipio de União dos Palmares, en el norte del Estado de Alagoas, fue el mayor de los quilombos que existieron en Brasil, durante la colonización portuguesa. Inicialmente fue dirigido por el esclavo fugitivo Ganga Zumba, y después por su sobrino, el cual fue conocido como Zumbi dos Palmares.
Quilombo es una palabra portuguesa de origen africano de la lengua quimbundu que pasó a designar en Brasil los emplazamientos donde vivían los esclavos fugitivos que habían escapado de las plantaciones y minas controladas por esclavistas portugueses. Agrupados y bajo la organización de un líder, podían enfrentarse con armas a los milicianos y mercenarios bandeirantes contratados por los propietarios de tierras (llamados capitães do mato, capitanes de la selva) y hasta incluso a tropas organizadas. En el caso de Palmares, el Quilombo estaba compuesto por varias aldeas, algunas separadas por kilómetros de distancia. No se trataba entonces de una gran aldea superpoblada, sino de varios asentamientos próximos.

## Comienzo del quilombo
Los primeros registros del Quilombo de los Palmares son de 1580 y dan cuenta de pequeños campamentos formados por esclavos fugitivos en la zona de la Sierra de la Barriga, un territorio de acceso relativamente difícil en el oeste de la región de Pernambuco, que era usado por los ex esclavos para esconderse. Allí los esclavos fugados empezaron a formar pequeñas comunidades autogobernadas y autónomas, dedicadas a la agricultura.
Pero el crecimiento de ese quilombo comenzó a darse cuando, debido a la unión dinástica aeque principaliter de Portugal con los demás reinos españoles (bajo el dominio de Felipe II de España), el comercio de azúcar con los holandeses fue prohibido y estos decidieron invadir el Nordeste brasileño, atacando Pernambuco desde 1630. Con la invasión, muchos esclavos aprovecharon para huir, mientras otros recibieron la promesa de liberación de las autoridades portuguesas en caso de luchar contra los invasores holandeses.

## Estructura y sostenimiento de Palmares

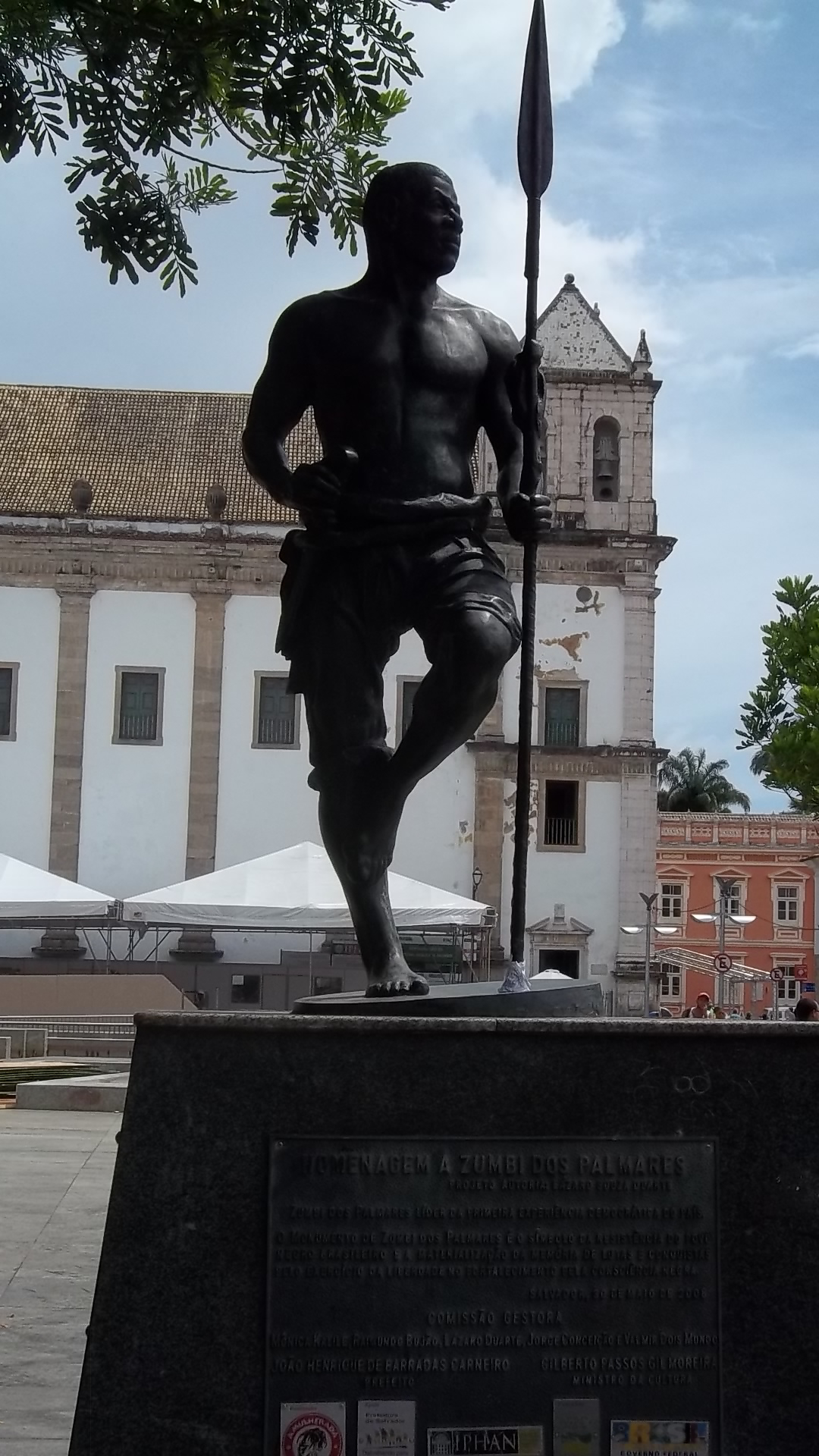
Homenaje al líder africano Zumbi dos Palmares, en Salvador de Bahía.

El quilombo se formó, en un principio, como un lugar de resistencia al invasor holandés, bajo el liderazgo de algunos ex esclavos con ciertas capacidades de liderazgo, hasta abarcar varios centenares de individuos. El Quilombo de los Palmares creció desde 1630 hasta el punto de extenderse desde el cabo de Santo Agostinho, en Pernambuco hasta el Rio São Francisco (en el actual límite del Estado de Bahía, en una área cubierta por palmas (de donde viene el nombre de Palmares) con un área de casi 600,000 kilómetros cuadrados. 
Aunque se carece de muchos detalles sobre la organización interna de los quilombolas (habitantes del quilombo). Se sabe que estos establecieron su comunidad según los modos y costumbres africanos, con el Quilombo de los Palmares constituido por varias poblaciones llamadas mocambos, gobernada cada una por un conjunto de jefes, quienes a su vez elegían un líder para toda la colectividad del quilombo. 
Asimismo se sabe que la comunidad del Quilombo de Palmares no era igualitaria, manteniéndose una división en estratos sociales que privilegiaba con tierras y sirvientes a quienes hubieran sido nobles o guerreros antes de ser esclavos. Inclusive muchos de los esclavos robados en las haciendas portuguesas no eran liberados por los quilombolas, sino mantenidos en la esclavitud al servicio de la élite del quilombo, lo cual era explicable en tanto la práctica de la esclavitud era una costumbre muy común en todas las culturas africanas de donde provenían los quilombolas. De hecho, muchas veces los traficantes negreros portugueses obtenían esclavos en la costa oriental de África gracias a jefes locales que tras hacer prisioneros en combates contra otras tribus o clanes vendían dichos prisioneros a los portugueses.
Después de la expulsión definitiva de los holandeses en 1654, los portugueses trajeron nuevos esclavos a Brasil para trabajar en las plantaciones de caña de azúcar. Estos, cuando huían, se refugiaban en el Quilombo de los Palmares; a su vez, su crecimiento poblacional generó un numeroso grupo de jóvenes nacidos en el quilombo y que por tanto jamás habían conocido la esclavitud. 
Los quilombolas (habitantes del quilombo) practicaban incursiones en las haciendas cercanas para liberar esclavos de ambos sexos, que luego se refugiaban en Palmares, y también para recoger armas que serían utilizadas en la defensa de los quilombos. Así, las incursiones de los propietarios de plantaciones y de tropas portuguesas en busca de esos esclavos en el quilombo se hicieron frecuentes. Los quilombolas pudieron enfrentarse exitosamente a estos ataques gracias a su organización de lucha basada en guerrillas y en un amplio conocimiento de la escabrosa geografía del lugar, además de contar con algunas armas robadas en las haciendas.

## El liderazgo de Ganga Zumba
Hacia 1670 asumió la jefatura de Palmares el famoso líder Ganga Zumba, hijo de una aristócrata de la región africana del Congo que había sido esclavizada por los portugueses en su tierra natal. Ganga Zumba no sólo rechazó los ataques portugueses sino que inclusive aumentó las incursiones de quilombolas a haciendas de colonos, como represalia. Bajo el mando de Ganga Zumba, Palmares había alcanzado su mayor población contando casi 20.000 habitantes entre negros, mestizos, algunos indios de confianza e incluso unos pocos blancos perseguidos por la autoridad colonial, llegando su territorio a abarcar su máxima extensión territorial entre el sur del actual Estado de Pernambuco y el norte de Alagoas. En esta época, la extensión del territorio y su difícil acceso para los portugueses les permitió a los ex esclavos no sólo dedicarse a la agricultura, sino inclusive a practicar la ganadería y el comercio en pequeña escala, vinculándose con otros asentamientos portugueses. 
Para entonces los mocambos eran verdaderas aldeas fortificadas, con pesados muros de madera custodiados por centinelas y divididos en choupanas (cabañas) que albergaban a la población; el principal de los mocambos era Macaco, donde residía Ganga Zumba en una especie de palacio con tres esposas y numerosos servidores y administradores al igual que un monarca africano, funcionando Macaco como una "capital" oficiosa del Quilombo de Palmares. Otros importantes mocambos eran Amaro, Sucupira, Tabocas, Zumbi, Osenga, Acotirene, Danbrapanga, Sabalangá, Andalaquituche
El sobrino de Ganga Zumba, Zumbi dos Palmares (nacido tal vez en 1655 en Palmares) fue capturado aún joven por los portugueses para ser esclavo, pero más tarde, con unos 15 años de edad, Zumbi consiguió huir de nuevo y retornar al quilombo, donde rigió un mocambo denominado con su mismo nombre. Zumbi destacó tempranamente por sus dotes de liderazgo: cuando en 1675 un ataque portugués logró tomar un mocambo, Zumbi logró recuperar poco después dicha localidad con sus tropas, expulsando a los portugueses.
En 1676, el capitán portugués Fernão Carrillho lanzó una nueva ofensiva contra Palmares con cerca de 500 soldados, matando a unos doscientos quilombolas y capturando a dos hijos de Ganga Zumba, pero fracasó en su empeño de tomar el mocambo de Macaco, poblado ya por 11 000 quilombolas. En 1677, ante el fracaso de las nuevas expediciones portuguesas, Carrilho y el gobernador de Pernambuco ofrecieron un tratado de paz a los quilombolas, reconociendo la libertad de los nacidos en el quilombo y dándoles la posesión de algunas tierras poco fértiles en el valle de Cucaú (en la actual localidad pernambucana de Sirinhaém), siempre que aceptaran la autoridad del gobernador portugués. 
La oferta provocó una gran división en el seno del quilombo, pues algunos quilombolas, liderados por Zumbi dos Palmares, rechazaron el ofrecimiento en tanto desconfiaban de someterse a la autoridad de los portugueses además de advertir que ello implicaba renunciar a sus costumbres típicas ya practicadas durante décadas en el quilombo. No obstante, Ganga Zumba aceptó la oferta de los portugueses para poner fin a los permanentes enfrentamientos, y se dirigió a Cucaú con numerosos seguidores, que se establecieron allí a mediados de 1678 viviendo en libertad. Esa división culminó con el envenenamiento de Ganga Zumba en 1680 por un partidario de Zumbi, y la toma del poder en Cucaú por su hermano Ganga Zona, aliado de los blancos portugueses. 
Esta situación no puso fin al conflicto, y poco después de la muerte de Ganga Zumba la mayoría de los quilombolas volvió a Palmares, aceptando el liderazgo de Zumbi, en reconocimiento de su valor personal y combatividad.

## El liderazgo de Zumbi
Inicialmente Zumbi substituyó la táctica defensiva de guerrillas por una estrategia de ataques por sorpresa constantes a las plantaciones de caña, robando esclavos y apoderándose de armas y otros materiales que pudiesen ser útiles para la defensa del asentamiento, siendo reconocido desde 1680 como jefe único del quilombo.
Con el tiempo comenzó a desarrollarse un comercio más amplio entre quilombolas y colonos portugueses, de tal forma que estos últimos llegaron a arrendar tierras para plantar y cambiar alimentos por municiones y armas con los quilombolas. A Zumbi se le atribuye una gran inteligencia y habilidad para guiar a su pueblo, tanto en el frente de batalla como en la administración del quilombo, pero su ruptura del acuerdo de Ganga Zumba con los portugueses y su negativa a recibir mensajes de estos causó que estos cambiaran su táctica y dedicaran sus esfuerzos a la destrucción total del quilombo.

## El fin
Después de varios ataques relativamente poco fructíferos contra el Quilombo de los Palmares, el gobernador de la Capitanía de Pernambuco, Caetano de Melo e Castro, contrató en 1693 al experimentado bandeirante paulista Domingos Jorge Velho y a su capitán Bernardo Vieira de Melo, para terminar de golpe la amenaza de los esclavos fugitivos en la región, destruyendo el quilombo. Incluso un veterano soldado como Domingos Jorge Velho tuvo grandes dificultades iniciales para vencer las tácticas de los quilombolas, más elaboradas que la de los indios contra los cuales habían luchado los bandeirantes hasta entonces. También encontró problemas para hacerse con las simpatías de los colonos y hacendados de la región, que sufrieron algunas veces el saqueo a manos de sus tropas de bandeirantes.
En enero de 1694 empezó la campaña portuguesa final contra Palmares, con una tropa formada por milicias bandeirantes mucho más experimentadas que las anteriores, además que el contacto comercial de Palmares con los establecimientos portugueses hacía cada vez menos difícil conocer detalles sobre la organización y defensas del quilombo. Tras una rápida marcha, las tropas bandeirantes atacan directamente el mocambo de Macaco, la "capital" del quilombo, y tras destruir toda resistencia de los quilombolas los bandeirantes entran en Macaco el 6 de febrero de 1694, destruyendo la localidad y matando o esclavizando a los quilombolas que pudieron hallar.
Pese al desastre, Zumbi dos Palmares logró huir de Macaco y dirigió la resistencia desde los otros mocambos, los cuales son destruidos paulatinamente por los portugueses a lo largo del año 1694. En 1695 Zumbi se ve obligado a limitar sus tácticas a la simple lucha de guerrillas en torno a algunas pequeñas comunidades, pero es traicionado por uno de sus antiguos compañeros, y muere emboscado por tropas portuguesas el 20 de noviembre de 1695. Zumbi fue decapitado y su cabeza expuesta como un trofeo en Recife. 
La resistencia de los quilombolas de Palmares continuó después durante algunos años, con pequeños focos de guerrilla, pero sin alcanzar de nuevo el nivel de organización y poderío que poseía en 1694, siendo que el territorio de los quilombolas sobrevivientes se limitaba a zonas muy apartadas. En 1710, los últimos asentamientos de ex esclavos fueron tomados y destruidos completamente por tropas de colonos portugueses.